# 八木墩河
八木墩河也作巴木墩河，位于中华人民共和国新疆维吾尔自治区哈密市伊州区，曾为库如克果勒河支流，现为独立水系，发源于天山东段喀尔力克山东端南坡，自东北向西南流，经巴木墩水库后于上八木墩出山口，山口以下河水大部分经长约30千米的红星四渠被引入下游新疆生产建设兵团第十三师红星四场和大泉湾乡灌区。河道向西南延伸约5千米，余水呈散流状散失于山前平原区。20世纪50年代以前，在丰水年份汛期，河水可汇入位于红星四场西南40多千米的库如克果勒河。山口以上河长35千米，流域面积232平方千米，年均径流量2570万立方米。